# Technikphilosophie
Unter Technikphilosophie versteht man sowohl die philosophische Untersuchung der Bedeutung der Technik als auch die Auseinandersetzung mit dem Verhältnis von Mensch, Welt, Arbeit und Technik zueinander.

## Geschichte
Die Technikphilosophie, verstanden als Philosophie der Technik, ist keine Erfindung der Neuzeit. Vielmehr haben sich in der Antike bereits Protagoras, Platon (im Timaios, in der Politeia und in den Nomoi) und Aristoteles (in der Nikomachischen Ethik, Buch 6, und in der Physik) mit Technik auseinandergesetzt. Die Antike trennte dabei die Technik noch nicht von der Kunst und Kunstfertigkeit. Im Mittelalter mit seinem erstarkenden Handwerk und den Urbanisierungsschüben widmeten sich Albertus Magnus, in der Renaissance Giordano Bruno der anthropologisch inspirierten Frage, ob der Mensch über das technische Schaffen zu definieren sei. Auf dem Weg in die Moderne, die Technik, Naturwissenschaft und Kunst voneinander zunehmend trennte, befassten sich dann Gottfried Wilhelm Leibniz, Georg Wilhelm Friedrich Hegel, Karl Marx, Ludwig Wittgenstein, Martin Heidegger (Die Frage nach der Technik, 1949), Walter Benjamin und Herbert Marcuse sowie mit ihm die Frankfurter Schule mit jeweils verschiedenen Aspekten von Technik und Industrialisierung. Im Mittelpunkt der Technikphilosophie stand und steht die Ambivalenz von Naturbeherrschung und Naturverwiesenheit, das Menschenbild des Handwerkers bzw. Homo faber, das Verhältnis von Technik und Arbeit, das Verhältnis von Technik und Kunst, von Technik und Wissenschaft sowie die gesellschaftsstrukturierende Rolle der Technik insgesamt. Die Technikethik ist ein Teilgebiet der Technikphilosophie (s. dort).
Die Beschäftigung mit dem Thema „Technik“ als eigenem Gegenstandsbereich der Philosophie wurde jedoch erst Ende des 19. Jahrhunderts durch das Buch „Grundlinien einer Philosophie der Technik“ (1877) von dem Hegelianer Ernst Kapp ausgelöst. Für ihn ist Technik menschliche Organprojektion, aber auch im umfassenden Sinne kulturbildend. Kapp gelang es damit, die Frage nach der Technik aus dem engeren Feld der Anthropologie herauszulösen und auf die Frage nach der Relevanz für die jeweilige Kultur zu erweitern. Die Technikphilosophie im engeren Sinne gehört daher zur Philosophie der Aufklärung und zur Auseinandersetzung um ihre Bedingungen und Folgen insbesondere seit der Hochindustrialisierung.
Ausgangspunkt der Disziplinbildung waren anthropologische Erkenntnisse seit Ende des 18. Jahrhunderts, die den Menschen als „Mängelwesen“, d. h. als im Vergleich zum Tier mangelhaft in der Spezialisierung seiner Organe und Sinne ansah, aber überlegen durch seinen Geist. Anders als alle anderen Tiere ist der Mensch nicht auf eine spezielle Lebensumgebung angewiesen, sondern kann und muss sich auf Grund der Ermangelung eines eigenen Biotops ständig seinen eigenen Lebensraum schaffen (Technotop). In diesen Zusammenhang gehört auch die Feststellung von Friedrich Nietzsche, dass der Mensch ein „nicht-festgestelltes Tier“ sei. Der Mensch braucht also die Technik notwendigerweise. Im 20. Jahrhundert nahm Arnold Gehlen diese These vom Mängelwesen Mensch wieder auf und integrierte diese in seine eher kulturpessimistische Anthropologie. Durch die Organmängel werde der Mensch von der Kultur abhängig, die seine zweite Natur darstelle. Er sei nun auf die Technik und die Unterstützung durch Institutionen angewiesen: Technik sei Organersatz, Organverstärkung, Organentlastung oder Organausschaltung, mit deren Hilfe „der Mensch sich die Natur dienstbar macht, ausnützt und gegeneinander ausspielt“. Allerdings war die Nicht-Fixiertheit des Menschen an ein spezifisches Milieu, seine Nicht-Angepasstheit an die Natur auch immer eine Chance im Hinblick auf seine Weltoffenheit – ein Begriff, den im ersten Drittel des 20. Jahrhunderts etwa Max Scheler und Helmuth Plessner betonen. Auch Gehlen sieht in der unspezifische Ausstattung des Menschen, in seinem aufrechten Gang, der Hand mit dem opponierbaren Daumen, der Lernfähigkeit und Intelligenz auch Vorteile für seine Fähigkeit, sich die Natur unterzuordnen.
Wenngleich die Technikphilosophie über längere Zeit durch das Denken des Deutschen Idealismus geprägt war, so entwickelten sich im 20. Jahrhundert eher materialistische Positionen, die nach den konkreten gesellschaftlichen und wirtschaftlichen Veränderungen durch Maschinisierung, Automatisierung und Rationalisierung, und damit nach der Rolle des Artefaktes, fragten (z. B. Gerhard Freyer, F. Gottl-Ottlilienfeld, Max Bense, Gerhard Banse, Günter Ropohl). Einige Autorinnen und Autoren beziehen sich dabei direkt oder indirekt auf Karl Marx und seine These der Entfremdung, andere beziehen sich auf bestimmte Krisenphänomene (z. B. die ökologische Krise). In diesem Zusammenhang wird die Auseinandersetzung um den Mittelcharakter der Technik und die Frage nach den Verhältnisbestimmungen von Mittel/Zweck sowie Mittel/Medium wichtig. Hinzu traten phänomenologische Positionen, die nach dem Verhältnis von Technik und Welt und seiner Determiniertheit fragten, wie sie etwa durch Hans Blumenberg und Jacques Ellul verkörpert werden. So vielgestaltig wie die Positionen der Technikphilosophie sind auch die philosophischen Ansätze, den Begriff Technik in seinen Dimensionen zu bestimmen. Dabei wird die Unbestimmtheit der Technik selbst zum philosophischen Thema.
Die Technikphilosophie gibt es in kulturpessimistischen wie -optimistischen Spielarten. Sie ist Teil utopischen (Utopie) und dystopischen Denkens (Dystopie) und deren Manifestation in fiktionaler Literatur und im Film. In jüngerer Zeit widmet sich die Technikphilosophie etwa der Virtual Reality, den IuK-Technologien, den Biotechniken sowie der Gestaltung von soziotechnischen Systemen und technologischen Zukunftsvisionen.

## Magie und Technik
Technik hat sowohl in der Antike (Heron von Alexandria) als auch im Mittelalter nicht nur den Aspekt der Zweckerfüllung bzw. des Nutzens, sondern stets auch den des Magischen (Magie). Der Neukantianer Ernst Cassirer hat 1930 (im Aufsatz Form und Technik) darauf hingewiesen, dass die heutige technische Kultur bereits Anklänge in der magischen Weltauffassung vortechnischer Kulturen findet (Homo divinans). Grundlage für technisches Denken und Handeln ist jeweils die Distanz von der zu verändernden Natur. Ohne die Distanzierung des Subjekts von der objektiven Welt kann keine technische Entwicklung stattfinden (Technikidealismus). Diese erste objektivierende Haltung, als erste Reflexion über die Beschaffenheit der Welt und der Natur, ist der magischen Weltauffassung inhärent. Ihr liegt ein Glaube zu Grunde, die Welt durch Rituale und Handlungsabläufe beeinflussen zu können. Die Willkür oder der Glaube an eine allumfassende und -beherrschende Schicksalskraft (das Göttliche) tritt also schon im magischen Handeln zurück. Diese Distanzbeziehung zur Natur meint aber noch keine Objektivierung von Natur durch Technik.

## Technikphilosophie und Wissenschaftsphilosophie
Erst die naturwissenschaftlich-analytische Versuchsanordnung im Experiment hat im Laufe des 17., 18. und 19. Jahrhunderts zu einer theoretischen Loslösung des Subjekts vom Objekt geführt. Die Beschreibung von Naturgesetzen nach festen, ahistorischen Grundsätzen erlaubte eine zunehmend rationale Beschreibung der Welt (Rationalismus), die das Magische für die Geltung ihres Aussagebereichs überwunden hat. Dabei bezieht sich die anthropologische Grundannahme vom Mensch als Mängelwesen allerdings selbst keinem ahistorischen Naturgesetz. Technikphilosophie kann daher nicht in Wissenschaftsphilosophie überführt werden, sondern beide Teildisziplinen beziehen sich seit dem ausgehenden 19. Jahrhundert aufeinander. Denn ungeklärt ist bis heute auch die Frage, ob die Technik als angewandte Naturwissenschaft zu betrachten ist (im Sinne einer rein praktischen Umsetzung von Naturgesetzen) oder ob sich v. a. das naturwissenschaftliche Experiment nicht vielmehr erst der Technik in ihrer Materialität und Zweckinstrumentalität verdankt (z. B. qua Apparatur und Instrument). Eine jüngere, insbesondere durch Bruno Latour inspirierte Denkrichtung, die die Trennung von Wissenschaft und Technik aufgeben möchte, ist die der Technoscience. In philosophischer Hinsicht stellt sich das Problem, dass dadurch die differenten Ausrichtungen auf einerseits Wahrheit (Naturwissenschaften) und auf andererseits Zweckerfüllung (Technik und Technikwissenschaften) analytisch keine Differenz mehr erzeugen. Diese Denkrichtung bildet dafür die wissenschaftspolitische Forderung nach einer Anwendungsorientierung der Naturwissenschaften (applied sciences) in ihrer Problematik ab und evoziert die Frage nach dem Sinn und Zweck der Kategorie Grundlagenforschung und dem wissenschaftlichen Anspruch auf Wahrheit. Für die Theorie der Technikwissenschaften ist es problematisch, dass das Konzept Artefakt, das sich auf Künstlichkeit, Nützlichkeit und manuelle/industrielle Herstellung bezieht, in der Technoscience meist in die unschärferen Kategorien Ding (epistemisches Ding), Agent oder Medium überführt wird (Medienphilosophie).

## Technikphilosophie, Lebensphilosophie und Sozialphilosophie
Vor allem in den 1920er und 1930er Jahren, als der Sozialdarwinismus mit dem Dogma des „Überlebenskampfes“ sich zunehmend manifestieren konnte, stand das Nachdenken über Technik in der Auseinandersetzung mit verschiedenen Lebensbegriffen und hatte deshalb eine enge Nähe zu den Denkern der Lebensphilosophie (u. a. zu dem von Henri Bergson und José Ortega y Gasset). In seiner Schrift Der Mensch und die Technik (1931) verbindet der Kulturphilosoph Oswald Spengler, zum Teil in faschistischer Diktion, das Problem der Entwicklung der Technik mit der „Urfrage“ des Lebens, des Ringens um Macht. Die führe gerade in der Krise der neuesten Zeit (erste Hälfte des 20. Jahrhunderts) zu katastrophalen Entwicklungen, vor allem innerhalb der faustischen Kultur. Diese seien jedoch schicksalhaft hinzunehmen. In diese argumentative Tradition von Technik und Tragödie sind in technikphilosophischer Hinsicht auch der technikkritische Ludwig Klages, sein Freund Theodor Lessing und der 'mittlere' Martin Heidegger einzuordnen.
Dem gegenüber stehen etwa die Technikphilosophien von Helmuth Plessner und (deutlich später) Hans Jonas, die für eine Verantwortung im Umgang mit der Technik und ihrer gemeinschaftsstrukturierenden bzw. -auflösenden Macht plädieren. Sie argumentieren ausgehend von der Lebensphilosophie bereits mit sozialphilosophischer Absicht, d. h. im Hinblick auf das Leben der Gemeinschaft. Auf die gesellschaftliche Verantwortung für das technische Handeln und seine Materialisate weist später auch Günter Ropohl (Eine Systemtheorie der Technik, 1979) hin, wobei es hier nicht um das Verhältnis der Technik zum biologischen Lebensbegriff, sondern zum gesellschaftlichen Leben und der Frage nach dessen technokratischer Steuerung geht (Technokratie). Hier ergeben sich Anknüpfungspunkte für die Techniksoziologie.
Sowohl Gehlen als auch Cassirer und Hannah Arendt verweisen auf die enge Verknüpfung von technischer Entwicklung und der Entstehung und Unterstützung des kapitalistischen Wirtschaftssystems, meist im Hinblick auf die Maschine und Maschinerie. Diese Sicht auf die Maschinentechnik wird in den 1960er Jahren von Helmut Schelsky fortgeführt und um die Humantechniken und Orientierungstechniken erweitert. Technikphilosophie war spätestens seitdem nicht mehr nur an Werkzeuge, Maschinen und Artefakte gebunden, sondern konnte sich auf Verfahren beziehen, die der Mensch auch auf sich selbst anwendet.
In dieser Tradition stehen die jüngeren Ansätze, die das Verhältnis von Technik, Leben und Macht untersuchen. Hierzu gehören die Konzepte Bio-Macht und Selbsttechnik / Technologien des Selbst von Michel Foucault, das Konzept Biofakt und die philosophischen Auseinandersetzungen mit Neuro- und Psychotechniken; siehe auch Neuro-Enhancement.

## Neuere Entwicklungen

### Technikkritik seit den 1950er Jahren
Günther Anders untersuchte die Auswirkung des technischen Fortschritts auf die Psyche des Menschen sowie seine ethisch-moralischen Folgen (Die Antiquiertheit des Menschen, Band 1: 1956; Band 2: 1980). Wichtig sind in seinen philosophischen und literarischen Werken die zivilisatorischen Einschnitte, die durch den Abwurf der Atombombe und die Erfindung des Fernsehens markiert werden. In einer ähnlichen Tradition, aber mit einer Stoßrichtung in die Politische Philosophie, steht das Buch Vita activa oder Vom tätigen Leben (dt. 1960; Orig. 1958) von seiner Weggefährtin Hannah Arendt. Nach Arendt steht das Menschenbild des Homo faber in einem Gegensatz zum aristotelischen Konzept vom Menschen als zoon politikon. Arendts Schüler Richard Sennett hat 2008 ein Buch zur Technikphilosophie als eine Ideengeschichte handwerklichen Denkens und Handelns vorgelegt, das den Homo faber positiv interpretiert, da er (sie) an Problemlösungen orientiert ist (The Craftsman. dt. 2010).
Mit dem ethisch-moralischen Aspekt unserer zunehmend technisierten Welt beschäftigte sich der o. g. Moralphilosoph Hans Jonas, den insbesondere der nicht nachhaltige Umgang mit Natur sowie der Fortschritt der medizintechnischen Einflussnahme bewegt. Auch hier ist die Atomtechnologie erkenntnisleitend. Er stellte die Diskussion unter das Thema „Das Prinzip Verantwortung“ (1979). Es habe sich, so Jonas, eine „Heuristik der Furcht“ entwickelt, die einzig noch vor der Selbstzerstörung des Menschen durch die von ihm entwickelte Technik schütze. Längerfristig könne nur eine moralische Verantwortung die Technik lenken. In der Risikoeinschätzung, welche Technik weiterentwickelt und genutzt werden dürfe, sei die Unheilsprognose der Heilsprognose vorzuziehen. Das heißt, dass im Sinne besagter „Heuristik der Furcht“ von allen Techniken Abstand genommen werden müsse, die auch nur mit geringer Wahrscheinlichkeit die Menschheit gefährden könnten, selbst wenn solche Techniken das Potential hohen Nutzens bergen würden.

### Technikphilosophie und Science Fiction
Zu den jüngeren Entwicklungen gehört die explizite Auseinandersetzung der Technikphilosophie mit Science-Fiction, die an eine enge Verbindung von Technik und Futurismus anknüpft. Stanisław Lem übertrug in einem literarischen Gedankenexperiment die biologische Evolutionstheorie auf technische Systeme und spekulierte in diesem Zusammenhang auch über die Möglichkeiten von Nanotechnologie und verteilter künstlicher Intelligenz (Der Unbesiegbare, 1964). Mit diesen und ähnlichen Themen beschäftigte er sich auch in Summa technologiae (1964). Dort konzeptualisierte er seine Vorstellungen von biologischer, technischer und soziokultureller Evolution, künstlicher Intelligenz, virtueller Realität, Computersimulation, Nanotechnologie und technologischer Singularität.
Transhumanisten denken – meist im Sinne eines Technikoptimismus – über die technische Weiterentwicklung des Menschen bis hin zu seiner technologischen Überwindung nach. Nicht zu verwechseln mit dem Transhumanismus ist der Posthumanismus, der sich mit der Geistesgeschichte der Kategorie „Mensch“ kritisch auseinandersetzt und den Ruf nach einer technologischen Überwindung des Menschen eine Absage erteilt.

### Technikphilosophie und der Ingenieursberuf
Eine weitere Richtung beschäftigt sich mit dem Ingenieurberuf in philosophischer, v. a. ethischer Hinsicht (siehe auch VDI). Daran anschließend umfasst die Technikphilosophie auch die methodischen und begrifflichen Grundlegungen der Technikfolgenabschätzung und Technikethik. Ein Produkt der Auseinandersetzung von Philosophen mit den Anforderungen des Ingenieurberufs ist die VDI-Richtlinie 3780 („Technikbewertung“) aus dem Jahr 1991. Die Richtlinie systematisiert Werte im technischen Handeln, was diejenigen des gestaltenden Handelns impliziert. Eine Vielzahl von Faktoren, die in einem Entwicklungs- und Gestaltungsprozess eine Rolle spielen, müssen allesamt berücksichtigt und zu einem Ganzen verschmolzen werden. Heutige Ingenieurausbildung sorgt zunehmend für die Ausprägung einer adäquaten Haltung der Studierenden. Zu den Grundwerten dieser Haltung zählen u. a. Ökonomie und Ökologie, Logik und Moral, Ethik und Ästhetik, Präzision und Innovation. Das bewirkt wichtige Berührungspunkte mit der Designtheorie und verknüpft die Ingenieurwissenschaften mit vielen weiteren wissenschaftlichen Disziplinen. Daraus resultieren verschiedene Anforderungsbilder von Komplexitätsbewältigung (Vermittlung von Technologie und Gestalt als eine Bewältigungsstrategie des Zusammenhangs von Komplexität und Zeit – auch und gerade in gesamtgesellschaftlicher Dimension). Die sogenannte „Fabrik der Zukunft“ ist beispielsweise ein solches Forschungsthema. Seit mehr als 20 Jahren der Informatisierung der klassischen Industrien stellt es heute als „Industrie 4.0“ ein Zukunftsprojekt in der Hightech-Strategie der Bundesregierung dar.
Auch philosophische Versuche, eine Ingenieursethik oder einen Ingenieurseid (in Analogie zum Hippokratischen Eid in der Medizin) zu etablieren, gehören in diesen Kontext.

### Technikphilosophie unter Gender-Aspekten
Seit dem Erscheinen des Buchs TechnoFeminism von Judy Wajcman 1994 und den Arbeiten von Donna Haraway ist auch das Verhältnis von Technik und Gender ein Forschungsthema der Technikphilosophie. Der Technofeminismus formuliert dabei eine Kritik an der kulturell eingeübten Allianz von Technik und Männlichkeit, die sich u. a. aus der Geschichte der Handwerksberufe und des Ingenieurstudiums ergibt. Ein weiteres Feld, das die Nähe von Männlichkeit und Technik semantisch lange gestützt hat, ist das des Militär und der Militärtechnologie. Nicht zuletzt wegen der engen Verbindung von Technikphilosophie und Anthropologie wird zunehmend die Frage gestellt, ob die tradierte Sicht vom Mann als Jäger und Sammler und der Frau als Hüterin des Feuers, die unter Paläoanthropologen in Frage gestellt wird, nicht auch Konsequenzen für die Technikphilosophie haben müsste (insbesondere für die Entwicklung des Menschenbildes vom Homo faber).
Weitere Anregungen ergeben sich aus dem Feld der technischen Bildung (Technikdidaktik) sowie der Technikgeschichte, die Technik immer auch als Teil einer manuellen und materiellen Kultur neben der ideellen Kultur begreifen.
Eine Herausforderung der Zukunft besteht darin, Technikphilosophie mit interkultureller Philosophie und Naturphilosophie zu verbinden, da die philosophische Auseinandersetzung mit der Technik, auch in Form der Technoscience, bislang nahezu ausschließlich in Bezug auf ‚westliche‘ Kategorien wie Aufklärung, Demokratie und technischer Fortschritt und in Konsequenz vorwiegend von Philosophen aus westlichen Industrienationen geführt wird.

### Technikphilosophie als Wissenschaftstheorie der Technikwissenschaften
Die Technikphilosophie bearbeitet in jüngerer Zeit auch die theoretische Grundlegung der Technikwissenschaften, d. h. sie versucht die Spezifika des Konstruierens vom Erkennen bis zum Gestalten wissenschaftsmethodisch, begrifflich und erkenntnistheoretisch zu fundieren. Einer der zentralen Begriffe ist hierbei das „technische Wissen“.

### Technikphilosophie als akademische Disziplin
Die Technikphilosophie oder Philosophie der Technik ist eine jüngere Teildisziplin der akademischen Philosophie, d. h. die Denomination von Lehrstühlen, deren zukünftige Inhaber sich explizit der Technikphilosophie widmen sollten, setzte weltweit erst in den 1970er Jahren und damit etwa ein Jahrhundert nach der philosophischen Grundlegung durch Ernst Kapp ein. Sie ist aber heute, anders als die philosophiehistorisch weiter zurückreichende Naturphilosophie, fest im philosophischen Lehrkanon etabliert, auch in Form von Lehrbüchern. Die von Professoren im Rahmen von Technikphilosophie zu bearbeitenden Aufgabengebiete werden in den Denominationen nicht selten mit Wissenschaftsphilosophie oder jüngst auch Kulturphilosophie verbunden. Lehrstühle für Technikphilosophie sind heute meist an Technischen Universitäten oder Fachhochschulen angesiedelt, seltener auch an Kunsthochschulen.
In Deutschland wurde die Technikphilosophie als akademische Disziplin im engeren Sinne in den letzten drei Jahrzehnten u. a. von Max Bense, Hans Sachsse, Friedrich Rapp, Hans Lenk, Hans Poser, Rafael Capurro, Walther Christoph Zimmerli, Bernhard Irrgang, Gerhard Banse, Christoph Hubig, Klaus Kornwachs, Günter Ropohl und Nicole C. Karafyllis weiterentwickelt (s. Literatur). Dabei ist die Grenze zu Philosophinnen und Philosophen aus dem Gebiet der Naturphilosophie (z. B. Gernot Böhme, Ernst Oldemeyer, Lothar Schäfer) und der Wissenschaftsphilosophie (z. B. Wolfgang Krohn, Brigitte Falkenburg, Gregor Schiemann, Alfred Nordmann) sowie der Phänomenologie (Hans Blumenberg, Don Ihde) und der Medienphilosophie (z. B. Friedrich Kittler, Bernard Stiegler, Sybille Krämer, Gerhard Gamm, Erich Hörl) nicht trennscharf zu ziehen, weil Technik oft über Gegenbegriffe wie Natur, Leib oder Geist philosophisch analysiert wird. Auch unter Theologen finden sich Technikphilosophen (z. B. Ivan Illich). Neuere Ansätze der Technikanthropologie verknüpfen jüngste Forschungsbefunde zur Koevolution von Technik, Kultur und Mensch aus der Hominisations- und Kognitionsevolutionsforschung mit der philosophischen Anthropologie und Zivilisationstheorie ( W. Brian Arthur, Davor Löffler).
Für den US-amerikanischen Kontext sind als disziplinäre Wegbereiter jüngerer Zeit u. a. Andrew Feenberg, Carl Mitcham, Don Ihde, Earl R. McCormack, Langdon Winner, Hubert Dreyfus sowie, mit einem Fokus auf Medien, auch Marshall McLuhan zu nennen. Für die niederländische Technikphilosophie ist Hans Achterhuis wegweisend, für die französische Gaston Bachelard, Gilbert Simondon, Jacques Ellul und Bruno Latour. Sowohl Latour als auch Mitcham starteten ihre akademische Karriere an Bergbauakademien.
In einem noch weiteren Sinne verstanden, konnte sich auch die Technikfolgenabschätzung über Herbert Paschen und Armin Grunwald als akademische Disziplin in Deutschland entwickeln, die allerdings genuin interdisziplinär angelegt ist und dem Feld der Politikberatung nahesteht.
Im angelsächsischen Raum werden Aspekte der Technikphilosophie in den letzten Jahren oft in den geistes- und sozialwissenschaftlich orientierten Science and Technology Studies berücksichtigt.

### Lehrbücher und Einführungen
- Val Dusek: Philosophy of Technology: An Introduction. Blackwell, Malden 2006, ISBN 978-1405111638.
- Peter Fischer (Hrsg.): Technikphilosophie. Von der Antike bis zur Gegenwart. (= Reclam-Bibliothek. 1566). Reclam, Leipzig 1996, ISBN 3-379-01566-0.
- Annemarie Gethmann-Siefert, Carl Friedrich Gethmann (Hrsg.): Philosophie und Technik. (Neuzeit und Gegenwart). Fink, München 2000, ISBN 3-7705-3486-7.
- Martina Heßler und Kevin Liggieri (Hrsg.): Technikanthropologie. Handbuch für Wissenschaft und Studium. Nomos, Baden-Baden 2020, ISBN 978-3-848745425.
- Christoph Hubig, Alois Huning, Günter Ropohl (Hrsg.): Nachdenken über Technik. Die Klassiker der Technikphilosophie. (Technik-Gesellschaft-Natur. 2). edition sigma, Berlin 2000, ISBN 3-89404-952-9. (2., unveränderte Auflage. ebenda 2001)
- Alois Huning: Das Schaffen des Ingenieurs. Beiträge zu einer Philosophie der Technik. 3., neubearb. Auflage. VDI-Verlag, Düsseldorf 1987, ISBN 3-18-400602-6.
- Bernhard Irrgang: Philosophie der Technik. 3 Bände. Schöningh, Paderborn u. a.
  - Band 1: Technische Kultur. Instrumentelles Verstehen und technisches Handeln. 2001, ISBN 3-506-74200-0.
  - Band 2: Technische Praxis. Gestaltungsperspektiven technischer Entwicklung. 2002, ISBN 3-506-74205-1.
  - Band 3: Technischer Fortschritt. Legitimitätsprobleme innovativer Technik. 2002, ISBN 3-506-74206-X.
- Klaus Kornwachs: Philosophie der Technik. Eine Einführung. (= Reihe Wissen). C.H. Beck, München 2013, ISBN 978-3-406-63833-6.
- Kevin Liggieri, Olivier Del Fabbro, Marco Tamborini: Technikphilosophie : Neue Perspektiven für das 21. Jahrhundert. Darmstadt: wbg Academic in Wissenschaftliche Buchgesellschaft (wbg), 2023. ISBN 978-3-534-27611-0.
- Andreas Luckner: Heidegger und das Denken der Technik. (Edition panta rei). Transcript, Bielefeld 2008, ISBN 978-3-89942-840-7.
- Carl Mitcham, Robert Mackey (Hrsg.): Bibliography of the Philosophy of Technology. University of Chicago Press, Chicago IL 1973, ISBN 0-226-53195-3.
- Carl Mitcham, Robert Mackey (Hrsg.): Philosophy and Technology. Readings in the Philosophical Problems of Technology. Free Press u. a., New York u. a. 1972 (auch: ebenda 1983, ISBN 0-02-921430-0).
- Alfred Nordmann: Technikphilosophie zur Einführung. (= Zur Einführung. 357). Junius Verlag, Hamburg 2008, ISBN 978-3-88506-657-6.
- Hans Poser (Hrsg.): Herausforderung Technik. Philosophische und technikgeschichtliche Analysen. (= Technik interdisziplinär. 5). Lang, Frankfurt am Main u. a. 2008, ISBN 978-3-631-56909-2.
- Friedrich Rapp: Analytische Technikphilosophie. (= Alber Kolleg Philosophie). Alber, Freiburg (Breisgau) u. a. 1978, ISBN 3-495-47385-8.
- Friedrich Rapp: Die Dynamik der modernen Welt. Eine Einführung in die Technikphilosophie. Junius, Hamburg 1994, ISBN 3-88506-244-5.
- Günter Ropohl: Technologische Aufklärung. Beiträge zur Technikphilosophie. (= Priority 3). Suhrkamp, Frankfurt am Main 1991, ISBN 3-518-28571-8. (2. Auflage. ebenda 1999)
- Robert C. Scharf, Val Dusek: Philosophy of Technology.The Technological Condition: An Anthology. Blackwell: Malden 2014, ISBN 978-1118547250.
- Dieter Wandschneider: Technik.  2. Auflage. De Gruyter, Berlin/Boston 2020, ISBN 978-3-11-062142-6.
- Thomas Zoglauer (Hrsg.): Technikphilosophie. (= Alber-Texte Philosophie 13). Alber Verlag, Freiburg u. a. 2002, ISBN 3-495-48010-2.
- Zeitschrift für Kulturphilosophie, Themenheft: Technik. Heft 2/2013, Meiner-Verlag, Hamburg, Hg. von Nicole C. Karafyllis (Gast-Hg.), Dirk Westerkamp und Ralf Konersmann. Mit Beiträgen von u. a. Don Ihde und einem Text von Hans Blumenberg.

### Vertiefungen
- Hans Achterhuis (Hrsg.): American Philosophy of Technology: The Empirical Turn. Indiana University Press, Bloomington 2001, ISBN 0-253-21449-1.
- Hannah Arendt: The Human Condition. 1958. (dt.: Vita activa, 1960).
- W. Brian Arthur: The Nature of Technology. What It Is and How It Evolves. Simon and Schuster/Free Press, New York 2009.
- Gaston Bachelard: Die Bildung des wissenschaftlichen Geistes, Frankfurt am Main 1987.
- Gerhard Banse, Käthe Friedrich (Hrsg.): Technik zwischen Erkenntnis und Gestaltung. Philosophische Sichten auf Technikwissenschaften und technisches Handeln. Berlin 1996.
- Max Bense: Ungehorsam der Ideen. Abschließender Traktat über Intelligenz und technische Welt. Köln 1966.
- Hans Blumenberg: Geistesgeschichte der Technik. Frankfurt am Main 2009.
- Gernot Böhme: Invasive Technisierung. Technikphilosophie und Technikkritik. Essen 2008.
- Jacques Ellul: La technique ou l’enjeu du siècle. Paris 1954. (The Technological Society, New York 1964).
- Brigitte Falkenburg: Wem dient die Technik. Nomos, Baden-Baden 2004.
- Andrew Feenberg: Alternative Modernity. The Technical Turn in Philosophy and Society. überarb. Auflage. Cambridge 1995.
- Gottl-Ottlilienfeld, F. Wirtschaft und Technik. (= Grundriß der Sozialökonomik. 5). Tübingen 1914.
- Erich Hörl (Hrsg.): Die technologische Bedingung. Beiträge zur Beschreibung der technischen Welt. Suhrkamp, Frankfurt am Main 2011, ISBN 978-3-518-29603-5.
- Christoph Hubig: Die Kunst des Möglichen I. Technikphilosophie als Reflexion der Medialität. transcript, Bielefeld 2006.
- Don Ihde: Technology and the Life World. Indianapolis 1990.
- Ivan Illich: Selbstbegrenzung. Eine politische Kritik der Technik. Reinbek 1975. (München 1996, 1998)
- Hans Jonas: Technik, Medizin und Ethik. Zur Praxis des Prinzips Verantwortung. Frankfurt am Main 1985.
- H. Jonas: Warum die Technik ein Gegenstand für die Ethik ist. Fünf Gründe. In: H. Lenk, G. Ropohl (Hrsg.): Technik und Ethik. Stuttgart 1987, S. 81–91.
- Ernst Kapp: Grundlinien einer Philosophie der Technik. Zur Entstehungsgeschichte der Cultur aus neuen Gesichtspunkten. Braunschweig 1877. (Neudruck: Düsseldorf 1978)
- Nicole C. Karafyllis, Tilmann Haar (Hrsg.): Technikphilosophie im Aufbruch. Festschrift für Günter Ropohl. edition sigma, Berlin 2004.
- K. Klagenfurt: Technologische Zivilisation und transklassische Logik. Eine Einführung in die Technikphilosophie Gotthard Günthers. Frankfurt am Main 1995.
- Klaus Kornwachs (Hrsg.): Technik, System, Verantwortung. (= Technikphilosophie. 10). LIT, Münster 2002.
- B. Latour: Aramis, or the Love of Technology. Cambridge (Mass.) 1996.
- B. Latour: Science in Action. How to Follow Scientis and Engineers Through Society. Cambridge 1987.
- Stanislav Lem: Summa technologiae. Frankfurt am Main 1976.
- Hans Lenk: Macht und Machbarkeit der Technik. Stuttgart 1994.
- Davor Löffler: Generative Realitäten I. Die Technologische Zivilisation als neue Achsenzeit und Zivilisationsstufe. Eine Anthropologie des 21. Jahrhunderts. Velbrück Wissenschaft, Weilerswist 2019.
- H. Marcuse: De l'ontologie à la technologie. Les tendences de la société industrielle In: Arguments. 4, 1960, S. 54–59.
- H. Marcuse: Language and Technological Society. In: Dissent. 8/1, 1961, S. 66–74.
- H. Marcuse: The Problem of Social Change in the Technological Society. In: R. Aron, B. F. Hoselitz (Hrsg.): Le développement sociale. Paris 1965, S. 139–160.
- José Ortega y Gasset: Betrachtungen über die Technik. Der Intellektuelle und der Andere. Stuttgart 1949. (auch in: Th. Zoglauer (Hrsg.): Technikphilosophie. Freiburg/ München 2000).
- Anna Puzio: Über-Menschen. Philosophische Auseinandersetzung mit der Anthropologie des Transhumanismus. Bielefeld: transcript 2022, ISBN 978-3-8394-6305-5. doi:10.14361/9783839463055.
- Günter Ropohl: Allgemeine Technologie – Eine Systemtheorie der Technik. Universitätsverlag Karlsruhe, Karlsruhe 2009 (3. Auflage). doi:10.5445/KSP/1000011529
- Richard Sennett: Handwerk. Berlin 2010.
- Gilbert Simondon: Die Existenzweise technischer Objekte. Diaphanes, Zürich/ Berlin 2012, ISBN 978-3-03734-195-7.
- Bernard Stiegler: Denken bis an die Grenzen der Maschine. herausgegeben und mit einem Vorwort von Erich Hörl. Diaphanes, Zürich/ Berlin 2009, ISBN 978-3-03734-057-8.
- Bernard Stiegler: Hypermaterialität und Psychomacht. hg. und mit einem Essay v. Erich Hörl. Zürich 2010.
- Bernard Stiegler: Technik und Zeit. Der Fehler des Epimetheus. (= Transpositionen. Band 25). Diaphanes, Zürich/ Berlin 2009, ISBN 978-3-03734-012-7.
- Judy Wajcman: TechnoFeminism. Wiley, New York 2013, ISBN 978-0-7456-3043-4. (englisch)